# Kornej Tjukovskij
Kornej Ivanovitj Tjukovskij (ryska: Корне́й Ива́нович Чуко́вский), född 31 mars 1882 i Sankt Petersburg, död 28 oktober 1969 i Moskva, var en rysk barnboksförfattare, litteraturkritiker och essäist.

## Biografi
Tjukovskij föddes som Nikolay Vasilyevich Korneychukov (ryska: Николай Васильевич Корнейчуков), ett namn han omformade  till sitt författaralias 1901 när han var journalist på Odessa Nyheter. Han föddes utanför äktenskapet av bonddottern Ekaterina Osipovna Korneychukova från Poltavaregionen i Ukraina och Emmanuil Solomonovitsj Levenson, en man från en välbärgad judisk familj. Levensons familj tillät inte att fadern gifte sig med Korneychukova och paret tvingades så småningom isär. Korneychukova flyttade till Odessa med sina två barn Nikolaj och Marussia. Levenson stödde dem ekonomiskt under en period, fram tills han gifte sig med en annan kvinna. Tjukovskij studerade på Odessas gymnasium, men blev avstängd från skolan på grund av sitt "låga ursprung", det vill säga att han blivit till utanför äktenskapet. Han fick sitt skol- och universitetscertifiskap genom studier per korrespondens.
Tjukovskij lärde sig engelska på egen hand och var 1903–1905 Londonkorrespondent för en av Odessas dagstidningar. Tillbaka i Ryssland började Tjukovskij arbeta som översättare, bland annat av Walt Whitmans litteratur, och skrev samtidigt essäer om samtida europeiska författare. Han skrev också poetiska böcker för barn, som anpassades till teater och animerad film. Sergei Prokofiev och andra kompositörer anpassade några av hans poesiverk till opera och balett.
Under sin tid i Sovjetunionen redigerade Tjukovskij Nikolay Nekrasovs verk och publicerade 1933 en populär introduktionsbok i språk för barn. Han var den enda sovjetiska författare som öppet gratulerade Boris Pasternak till Nobelpriset.
Från 1930-talet bodde Tjukovskij i författarbyn Peredelkino utanför Moskva. Han fick Leninpriset 1962 för boken Mastery of Nekrasov och ett hedersdoktorat från Oxford University 1962.
Tjukovskij hade fyra barn. Hans dotter Lydia Tjukovskaja var författare, filolog och sekreterare åt poeten Anna Akhmatova. Hans son Nikolaj var militärhistorisk författare, sonen Boris dog som armésoldat under andra världskriget och hans dotter Maria dog av tuberkulos i barndomen.